# Stella Maris (film 1918)
Stella Maris è un film muto del 1918 diretto da Marshall Neilan che viene accreditato anche come supervisore.
Tratto dal romanzo di William J. Locke, ne venne fatto un remake nel 1925: un film dallo stesso titolo, Stella Maris che fu diretto da Charles Brabin e interpretato da Mary Philbin.

## Trama
La ragazza adolescente Stella Maris, paralizzata fin dalla nascita, è stata costretta a letto per l'intera sua vita, e ora viene accudita dagli zii Sir Oliver e Lady Eleanor Blount, che ritengono opportuno, pur con intenti caritatevoli, tenerla reclusa nella sua camera, in modo che non possa avere sentore delle miserie del mondo esterno, che, nella sua immaginazione, l'inferma si raffigura come un immenso parco delle delizie. Condivide la stessa filosofia John Risca, un parente di lady Eleanor, praticamente l'unico ad essere ammesso, tranne l'infermiera, nella camera di Stella, alla quale egli fa credere – con gran soddisfazione della ragazza - di abitare un sontuoso castello in un mondo perfetto.
John le tace anche di essere sposato. Sua moglie Louisa è una persona violenta dedita all'alcool: dopo 6 anni di burrascoso matrimonio John la lascia.
La piccola Unity Blake è ospite di un orfanotrofio londinese, nel quale peraltro non è molto ben vista dalle compagne, quando Louise la adotta, col preciso intento (non nascosto all'orfana, quando giunge da lei) di farne una specie di serva. A seguito di un minore contrattempo, Louisa la picchia selvaggiamente. Unity finisce in ospedale, Louise viene arrestata e condannata a tre anni di reclusione.
John adotta a sua volta Unity, e va con lei ad abitare presso la "zia Gladys", una parente.
Passano tre anni. Stella è stata sottoposta ad un intervento chirurgico che le ha permesso di camminare, e, con la maggiore libertà di movimento, comincia ad apprendere le miserie del mondo reale che le erano state risparmiate in precedenza: la povertà, l'indigenza, la guerra. E nello stesso tempo ha ora raggiunto, fortunatamente, un'età consona perché lei e John possano dichiararsi – come accade - il loro amore. Anche Unity, ancora sotto tutela, vagheggia un'unione amorosa con John, una delle poche persone ad averla trattata con umanità.
Stella incontra più o meno fortunosamente Louisa – uscita di prigione -, che le rivela, con una certa dose di sadismo e sentimento di ripicca, il fatto di essere la moglie di John. La giovane si sente tradita: John le ha sempre mentito, ha una moglie, il castello non esiste veramente, e i Blount le hanno nascosto la realtà delle cose. Si ritrae quindi dal rapporto.
Unity è testimone dello stato di prostrazione in cui è ridotto John dopo essere stato rifiutato da Stella, e viene a conoscenza di alcuni scritti di lui in cui egli dichiara di non voler continuare a vivere senza Stella; la zia Gladys si lascia sfuggire l'osservazione che la felicità di John gli sarà sempre preclusa finché Louisa rimarrà in vita. Unity guarda con insistenza la vetrinetta in cui sono custodite le armi da fuoco.
John passa una notte nella barca a vela di Sir Oliver. Quella stessa notte Unity va da Louise e le spara, uccidendola. Quando John rientra apprende anche del suicidio di Unity, il cui cadavere è stato trovato accanto a quello di Louise: la polizia archivia il caso come "vendetta", mentre in un biglietto di Unity indirizzato a John si leggono gli auguri per la sua futura vita con Stella, che in effetti riprende di lì a poco.

## Produzione
Il film fu prodotto dalla Pickford Film. Venne girato ai Busch Gardens in S. Grove Avenue, a Pasadena.

## Distribuzione
Distribuito dall'Artcraft Pictures Corporation, il film uscì nelle sale cinematografiche statunitensi il 21 gennaio 1918. In Finlandia, il 14 novembre 1921.
In Italia venne distribuito nel novembre del 1919 e ridistribuito ancora nel 1921.
Copia della pellicola viene conservata negli archivi della Library of Congress e presso la Mary Pickford Institute for Film Education film collection.
Il film è stato distribuito in VHS e in DVD da Grapevine Video e da Milestone Film & Video (18 aprile 2000).